# IC 3099
IC 3099 је спирална галаксија у сазвјежђу Дјевица која се налази на листи објеката дубоког неба у Индекс каталогу.
Деклинација објекта је + 12° 27' 12" а ректасцензија 12h 17m 9,3s. Привидна величина (магнитуда) објекта IC 3099 износи 14,1 а фотографска магнитуда 14,8. IC 3099 је још познат и под ознакама UGC 7313, MCG 2-31-79, CGCG 69-126, VCC 224, FGC 1399, PGC 39390.